# Vuelo 648 de EgyptAir
El vuelo 648 de EgyptAir era un vuelo internacional programado regularmente entre el Aeropuerto Internacional de Atenas Ellinikon en Grecia y el Aeropuerto Internacional de El Cairo en Egipto. El 23 de noviembre de 1985, el Boeing 737-200, registrado SU-AYH, que prestaba servicio al vuelo fue secuestrado por la organización terrorista Abu Nidal. La incursión posterior al avión por parte de las tropas egipcias resultó en decenas de muertes, lo que convirtió el secuestro del vuelo 648 en uno de los incidentes más mortíferos de la historia.

## Secuestro
El 23 de noviembre de 1985, el vuelo 648 despegó a las 8 pm en su ruta Atenas-El Cairo. Diez minutos después del despegue, tres miembros palestinos de Abu Nidal secuestraron la aeronave, el mismo grupo también responsable del secuestro del vuelo 73 de Pan Am un año después. Los terroristas, que se autodenominan la Revolución de Egipto, estaban fuertemente armados con pistolas y granadas. El líder terrorista, Omar Rezaq, procedió a revisar todos los pasaportes. En este punto, un agente del Servicio de Seguridad Egipcio, Mustafa Kamal, que estaba a bordo, abrió fuego, matando a un terrorista antes de ser herido junto con dos asistentes de vuelo. En el intercambio de fuego se abrió un orificion en el fuselaje, provocando una rápida despresurización. La aeronave se vio obligada a descender a 14 000 pies (4267,2 m) para permitir a la tripulación y pasajeros respirar.
Libia fue el destino original de los secuestradores, pero debido a la falta de combustible y la publicidad negativa, se eligió Malta como una opción más adecuada. Mientras se acercaba a Malta, el avión se estaba quedando sin combustible, experimentaba graves problemas de despresurización y transportaba pasajeros heridos. Sin embargo, las autoridades maltesas no dieron permiso para que aterrizara la aeronave; el gobierno maltés había denegado previamente el permiso para otros aviones secuestrados, incluso un avión de Alitalia, que el 23 de septiembre de 1982, fue secuestrado mientras se dirigía a Italia. Los secuestradores del EgyptAir insistieron y obligaron al piloto, Hani Galal, a aterrizar en el aeropuerto de Luqa. Como último intento de detener el aterrizaje, se apagaron las luces de la pista, pero el piloto logró aterrizar la aeronave dañada de forma segura.

## Nacionalidades
Las nacionalidades de los pasajeros se incluyen en la siguiente lista:
| Nacionalidad   | Pasajeros | Tripulación | Total |
| -------------- | --------- | ----------- | ----- |
| Australia      | 2         | 0           | 2     |
| Bélgica        | 1         | 0           | 1     |
| Egipto         | 40        | 6           | 46    |
| Grecia         | 17        | 0           | 17    |
| Israel         | 12        | 0           | 12    |
| Filipinas      | 7         | 0           | 7     |
| Estados Unidos | 9         | 0           | 9     |
| Canadá         | 2         | 0           | 2     |
| México         | 2         | 0           | 2     |
| Total          | 89        | 6           | 95    |

Una pasajera destacada fue la actriz mexicana Lupita Pallás(madre del actor Jorge Ortiz de Pinedo) quien estaba acompañada por una hija suya. 

## Punto muerto
Al principio, las autoridades maltesas se mostraron optimistas de que podrían resolver la crisis. Malta tenía buenas relaciones con el mundo árabe, y 12 años antes había resuelto con éxito una situación potencialmente más grave cuando un Boeing 747 de KLM aterrizó allí en circunstancias similares (Vuelo 861 de KLM). El primer ministro maltés, Karmenu Mifsud Bonnici, corrió a la torre de control del aeropuerto y asumió la responsabilidad de las negociaciones. Con la ayuda de un intérprete, se negó a repostar el avión o a retirar a las fuerzas armadas maltesas que habían rodeado el avión hasta que todos los pasajeros fueran liberados. Se permitió bajar del avión a once pasajeros y dos auxiliares de vuelo heridos. Luego, los secuestradores comenzaron a disparar contra los rehenes, comenzando por Tamar Artzi, una mujer israelí, a quien dispararon en la cabeza y la espalda. Artzi sobrevivió a sus heridas. Rezaq, el principal secuestrador, amenazó con matar a un pasajero cada 15 minutos hasta que se cumplieran sus demandas. Su siguiente víctima fue Nitzan Mendelson, otra mujer israelí, que murió. Luego disparó contra tres estadounidenses: Patrick Scott Baker, Scarlett Marie Rogenkamp y Jackie Nink Pflug. De los cinco pasajeros baleados, Artzi, Baker y Pflug sobrevivieron; Mendelson murió en un hospital de Malta una semana después del secuestro. Un pasajero británico comentó que vio que Rezaq tenía que levantar su arma para dispararle a Baker, quien medía alrededor de 2 metros de altura.
Francia, el Reino Unido y los Estados Unidos se ofrecieron a enviar fuerzas anti-secuestro. Bonnici estaba bajo una fuerte presión tanto de los secuestradores como de Estados Unidos y Egipto, cuyos embajadores estaban en el aeropuerto. El gobierno maltés no alineado temía que los estadounidenses o los israelíes llegaran y tomaran el control del área, ya que la estación aérea naval estadounidense Sigonella estaba a solo 20 minutos de distancia. Un Hércules C-130 de la Fuerza Aérea de los EE. UU. con un equipo de evacuación aeromédica de la Base Aérea Rhein-Main (2° Escuadrón de Evacuación Aeromédica) cerca de Frankfurt, Alemania, y equipos quirúrgicos de despliegue rápido del Centro Médico de la Fuerza Aérea de Wiesbaden estaban en espera en el Hospital de la Marina de los EE. UU. en Nápoles. Cuando Estados Unidos dijo a las autoridades maltesas que Egipto tenía un equipo de contraterrorismo de fuerzas especiales entrenado por la Fuerza Delta estadounidense listo para entrar, se les concedió permiso para pasar. La Unidad 777 egipcia bajo el mando del mayor general Kamal Attia fue trasladada en avión, dirigida por cuatro oficiales estadounidenses. Las negociaciones se prolongaron lo más posible y se acordó que el avión sería atacado en la mañana del 25 de noviembre cuando se debían llevar alimentos al avión. Los soldados vestidos de catering abrirían la puerta de golpe y atacarían.

## Redada
Sin previo aviso, los comandos egipcios lanzaron la incursión aproximadamente una hora y media antes de lo planeado originalmente. Abrieron las puertas de los pasajeros y las puertas del maletero con explosivos. Bonnici afirmó que estas explosiones no autorizadas hicieron que el plástico interno del avión se incendiara, provocando una asfixia generalizada. Sin embargo, el Times of Malta, citando fuentes en el aeropuerto ese día, sostuvo que cuando los secuestradores se dieron cuenta de que estaban siendo atacados, lanzaron granadas de mano en el área de pasajeros, matando a personas e iniciando el fuego a bordo.
El asalto a la aeronave mató a 54 de los 87 pasajeros restantes, así como a dos miembros de la tripulación y un secuestrador. Solo un secuestrador, Omar Rezaq, que había sobrevivido, permaneció sin ser detectado por el gobierno maltés. El líder terrorista, que resultó herido durante el asalto a la aeronave, se había quitado la capucha y las municiones, y pretendía ser un pasajero herido. Los comandos egipcios rastrearon a Rezaq hasta el Hospital General St. Luke y, con los médicos y el personal médico a punta de pistola, entraron en la sala de urgencias buscándolo. Fue detenido cuando algunos de los pasajeros del hospital lo reconocieron.[cita requerida]
58 de los 95 pasajeros y la tripulación habían muerto, así como dos de los tres secuestradores, cuando terminó la crisis. Los médicos forenses malteses estimaron que los comandos mataron a tiros a ocho pasajeros.[cita requerida]
Rezaq fue juzgado en Malta, pero sin legislación antiterrorista, fue juzgado por otros cargos. Existía un temor generalizado de que los terroristas secuestraran un avión maltés o llevaran a cabo un ataque terrorista en Malta como acto de represalia. Rezaq recibió una sentencia de 25 años, de los cuales cumplió ocho. Su liberación provocó un incidente diplomático entre Malta y los EE. UU. porque la ley maltesa prohibía estrictamente juzgar a una persona dos veces, en cualquier jurisdicción, por cargos relacionados con la misma serie de hechos (con limitaciones más amplias en comparación con el doble juicio clásico). Tras ponerlo en libertad,[cita requerida] viajó a Ghana, donde fue encarcelado. De allí lo liberaron y lo pusieron en un vuelo a Nigeria; Las autoridades nigerianas le negaron la entrada al país y lo entregaron a los agentes del FBI que partían hacia Estados Unidos. Fue llevado ante un tribunal estadounidense y, el 8 de octubre de 1996, fue condenado a cadena perpetua con una recomendación de no libertad condicional.

## Consecuencias y críticas
En su libro "Massacre en Malta" de 1989, John A. Mizzi escribió:

Malta was faced with a problem it was ill-equipped to meet. The authorities took a firm stand in denying fuel to the hijackers but made no sensible provisions, through political bias and lack of experience, to meet the circumstances that arose from this decision. No proper team was set up at the outset to evaluate or deal progressively with the crisis, although only a few days previously an incident management course had been organized by a team of U.S. experts in Malta at the request of the government.

Mizzi agregó:

The Egyptian commandos were given too free a hand and they acted out of their mission with little regard for the safety of the passengers. They were determined to get the hijackers at all costs and the Maltese government's initial refusal for U.S. anti-terrorist resources (a team led by a major-general with listening devices and other equipment) offered by the State Department through the U.S. Embassy in Malta – a decision reversed too late – contributed in no small measure to the mismanagement of the entire operation.

Mizzi también mencionó cómo los soldados malteses ubicados en las cercanías de la aeronave estaban equipados con rifles, pero no se les entregaron municiones. Un informe del servicio secreto italiano sobre el incidente mostró cómo el fuego dentro de la aeronave fue causado por los comandos egipcios que colocaron explosivos en la bodega de carga de la aeronave, la parte más vulnerable de la aeronave, ya que contenía los tanques de oxígeno que explotaron. Durante el secuestro, solo los medios del Partido Socialista y la televisión controlada por el estado recibieron información sobre el incidente. Tal fue la censura de los medios de comunicación, que el pueblo maltés se enteró por primera vez del desastre a través de RAI TV, cuando su corresponsal Enrico Mentana habló en vivo al aire a través de una llamada telefónica directa: "Parlo da Malta. Qui c'è stato un massacro..." ("Hablo desde Malta. Aquí solo ha habido una masacre..." ) Poco antes de esta transmisión, un boletín de noticias de la televisión nacional maltesa había afirmado erróneamente que todos los pasajeros habían sido liberados y estaban a salvo.
Las decisiones tomadas por el gobierno maltés suscitaron críticas desde el exterior. Estados Unidos protestó ante Malta porque el personal estadounidense enviado para resolver el problema había sido confinado a la sede del Escuadrón Aéreo y a la Embajada de Estados Unidos en Floriana. Estados Unidos había visto la situación tan "caliente" que había ordenado a los buques de guerra, incluido un portaaviones, que se desplazaran hacia Malta por motivos de contingencia.
EgyptAir todavía vuela la ruta Atenas-El Cairo, ahora con los números de vuelo 748 y 750 asignados y con un Boeing 737-800. El vuelo 648 se encuentra ahora en su ruta Riad-El Cairo.

## En la cultura popular
Los hechos del secuestro fueron contados en un relato del sobreviviente estadounidense Jackie Nink Pflug, quien había recibido un disparo en la cabeza, en el programa de televisión de Biography Channel, I Survived..., que fue transmitido el 13 de abril de 2009. Laurence Zrinzo, el neurólogo y neurocirujano que estableció la neurocirugía como una subespecialidad en las islas maltesas, realizó el procedimiento neuroquirúrgico de la Sra. Pflug. La Sra. Pflug también relató detalles sobre el vuelo y el ataque en su libro de 2001, Miles to Go Before I Sleep. El incidente fue narrado y recreado en un episodio de Interpol Investigates, "Terror in the Skies", transmitido por National Geographic Channel .
El secuestro también es el tema del libro Valinda, Our Daughter, escrito por la autora canadiense Gladys Taylor.
Los eventos del secuestro se describen y se utilizan para promover la trama en la novela Path of the Assassin de Brad Thor.